# 701年
| 千纪： | 1千纪                                                                                           |
| 世纪： | 7世纪 \| 8世纪 \| 9世纪                                                                         |
| 年代： | 670年代 \| 680年代 \| 690年代 \| 700年代 \| 710年代 \| 720年代 \| 730年代                       |
| 年份： | 696年 \| 697年 \| 698年 \| 699年 \| 700年 \| 701年 \| 702年 \| 703年 \| 704年 \| 705年 \| 706年 |
| 纪年： | 辛丑年（牛年）；武周（新罗）久視二年，大足元年，長安元年；日本大宝元年                          |

## 大事记
- 武則天將都城遷回長安。
- 武延基、李仙蕙、李重潤因非議武則天男寵張易之、張昌宗兄弟，被武則天下令賜死。
- 日本完成大寶律令，其中的班田制受唐朝均田制影響，土地均歸國有，國家將土地分授給六歲以上的公民再從中抽稅，待該農民死亡之後土地仍會被國家收回。

## 各国领袖

### 非洲
- 马库里亚王国 - 梅尔库里欧斯（英语：Merkurios of Makuria）, 马库里亚国王(697–722)

### 美洲
- 科潘 - 瓦沙克拉洪·乌巴·卡维尔 (675–738)
- 蒂卡尔 - 亚萨苏·尚·卡维尔（英语：Hasaw Chan K'awil） (682–732)

### 亚洲
- 中国 (武周) - 武则天（武瞾）, 中国皇帝 (690–705)
- 日本 (飛鳥時代) - 文武天皇, 日本天皇 (697–707)
- 朝鲜半岛 (统一新罗) - 孝昭王, 新罗王 (692–702)
- 帕拉瓦王朝 - Narasimhavarman II, 巴拉瓦国王(700–728)
- 震国 - 高王大祚荣, 震国王 (698–719)
- 吐蕃 - 赤都松赞，赞普 (677–704)
- 后突厥 -  默啜, 可汗 (694- 716)

### 中东
- 亚美尼亚 - Sembat II Bagratuni, 亚美尼亚国王 (696–705)
- 阿拉伯帝国 - 阿卜杜勒-马利克·本·马尔万·本·哈卡姆, 哈里发 (685–705)

### 欧洲
- 保加利亚 - 特尔维尔（英语：Tervel of Bulgaria）, 保加利亚可汗 (695–715)
- 拜占庭帝国 - 提比略三世 (698–705)
- 法兰克王国 -
  - 希爾德貝爾特三世, 法兰克国王 (695–711)
  - 丕平二世, 宫相 (687–714)
- 弗里西亚 - 雷德白（英语：Radbod, King of the Frisians） (678–719)
- 格鲁吉亚 -
  - 巴格拉季昂王朝 - Varazbakur (678–705)
- 伦巴底王国 -
  1. 柳特珀特（Liutpert）（700–701）
  2. 雷金佩特（Raginpert）（701）
  3. 阿里伯特二世（Aripert II）（701–712）
- 塞尔维亚 - Ratimir, 塞尔维亚统治者(700–730)
- 爱尔兰 - Loingsech mac Óengusso, 爱尔兰高王（英语：List of High Kings of Ireland） (694–703)
  - 康诺特 - Muiredach Muillethan, 康诺特王（英语：Kings of Connacht） (697–702)
  - Uí Maine - Seachnasach, Uí Maine王 (691–711)
  - 伦斯特 - Cellach Cualann, 伦斯特君主 (693–715)
  - Ulaid - Fergus, Ulaid王 (689–704)
- 英格兰 (七国时代) - 埃塞尔雷德（英语：Æthelred of Mercia）, 不列颠的统治者（Bretwalda）
  - 东盎格利亚 - 埃尔德伍尔夫（英语：Ealdwulf of East Anglia） (663–713)
  - 埃塞克斯王国 -
    - 西赫赫德（英语：Sigeheard of Essex） (694–709)
    - 萨瓦夫瑞德（英语：Swæfred of Essex） (694–709)

  - 肯特王国 - 威特瑞德（英语：Wihtred of Kent） (690–725)
  - 默西亚王国 - 埃塞尔雷德（英语：Æthelred of Mercia）, 默西亚国王 (675–704)
  - 诺森布里亚 - 阿尔德弗里思（英语：Aldfrith of Northumbria）, 诺森布里亚国王 (685–704)
  - 萨塞克斯王国 -
    - 内特尔姆（英语：Nothelm of Sussex） (fl.692–725)
    - 沃茨（英语：Watt of Sussex） (fl.692–725)

  - 韦塞克斯 - 伊尼, 韦塞克斯国王 (688–726)
- 苏格兰
  - Dál Riata - Selbach mac Ferchair (700–723)
  - Strathclyde王国 -
  - 皮克特 - 布吕德·马克·德里列（英语：Bridei IV of the Picts）, 皮克特国王 (696/7–706)
- 威尼斯共和国 - 保罗·吕齐奥·阿纳法斯托，威尼斯总督 (697–717)
- 西哥特王国 - Ergica (687–702)
- 威尔士 -
  - Gwynedd王国 - 伊德沃尔·罗巴克（英语：Idwal Roebuck）(682–720)
  - Powys王国

## 出生
- 王维 - 唐朝诗人（761年去世，60岁）
- 李白 - 唐朝诗人（762年去世，61岁）
- 聖武天皇 - 日本第45代天皇（756年去世，55岁）

## 逝世
- 永泰公主李仙蕙（685年出生），唐中宗李顯第七女，下嫁武承嗣之子魏王武延基。
- 李重潤，唐中宗李顯嫡長子。
- 武延基，武則天侄孫、武承嗣之子。